# Château de Vaugeois
Le château de Vaugeois est un édifice situé à Saint-Ouen-le-Brisoult (Orne) et s'étend sur les communes voisines de Neuilly-le-Vendin et de Madré (Mayenne). Il est traversé par la rivière Mayenne.

## Construction
La construction du château est antérieure à 1510. D'importants pavillons encadrant la cour d'honneur ont ensuite été édifiés, à la fin du XVIe siècle, et des travaux de rénovation significatifs sont intervenus au début du XVIIIe, en utilisant notamment la carrière d'ardoises de la propriété. Les murs d'enceinte ont été abattus à cette époque. 
Au XIXe siècle, le logis a été détruit puis reconstruit en plusieurs étapes, la dernière intervenant peu avant 1900 avec l'érection d'une tour en brique et pierre, volumineuse dans le goût du temps.
Au moment de la Révolution, le château s'étendait sur deux cours parallèles : la cour d'honneur était dominée par le logis proprement dit (dont le château de Sainte-Marie-la-Robert voisin peut donner une idée), orienté ESE-ONO. Deux longs bâtiments l'encadraient, chacun terminé par un pavillon Henri IV, dont l'un faisait la séparation d'avec la basse-cour. Le bâtiment sud comprenait une chapelle et le bâtiment nord, en communication avec la basse-cour, des écuries et des étables. La basse-cour était bordée au nord d'un immense bâtiment à usage de grange dîmière, parallèle à celui formant séparation avec la cour d'honneur. La maison du fermier (détruite au XXe siècle), la fosse à purin, le puits à capuchon et des auges de pierre occupaient la cour. Un colombier  aujourd'hui disparu se dressait à l'ouest du château.

## Les seigneurs de Vaugeois

### Avant 1585
Siège d'une seigneurie dont les premières traces  remontent au tout début du XVe siècle,  Vaugeois a été transmis par successions depuis cette époque et n'a connu sa première cession qu'après 1864.
Vers 1400 Vaugeois appartient à dame de Prez (Desprez ou Després) qui le transmet à son fils Guillaume, époux de Raoulette Boutrou. Jean de Prez fils de Guillaume hérite Vaugeois le 18 novembre 1488. Son fils Jean II épouse Jeanne de La Chapelle le 27 février 1507 et devient propriétaire de Vaugeois qui échoit ensuite à sa fille Jeanne, épouse de Jean de Mondot. Leur fils Joachim épouse Nicolle du Bailleul. Il meurt en 1593 et Vaugeois passe à sa fille Françoise de Mondot (1565-1626), lors de son mariage le 3 octobre 1585 avec Michel de Montreuil (ca 1538-1621).

### La famille de Montreuil
Dit le capitaine de La Chaux, Michel de Montreuil s'est illustré pendant les guerres de religion en combattant Gabriel Ier de Montgommery dans la région de Domfront puis les ligueurs du Val de Saire comme gouverneur des château et ville de Cherbourg et bailli d'épée du Cotentin. C'est lui qui érigea les deux pavillons Henri IV encadrant la cour d'honneur grâce aux subsides reçus du roi, dont il sera l'un des gentilshommes de sa maison.
À sa mort, son fils Hervé (1597-1671) est le second Montreuil seigneur de Vaugeois. Il épouse en 1624 Jeanne Thomas, fille de Nicolas, seigneur de Verdun. Comme son père, il devint bailli d'épée du Cotentin et commanda l'arrière-ban de l'année 1639.
Après lui, Vaugeois revient à son fils René de Montreuil (1632-1705), né et mort à Vaugeois, qui sera choisi par la noblesse du bailliage de Falaise et Vire pour conduire l'arrière-ban de l'année 1693. René de Montreuil avait épousé en 1672 Lézine Lemarquetel de Saint-Denis, héritière de nombreux fiefs.
Leur second fils René Charles Henri (1678-1728) hérita Vaugeois. Il fit campagne en 1706 comme mousquetaire du roi et épousa en 1708 Charlotte Tréton de Baladé (1690-1759), fille d'un maître de forges.
Leur fils aîné René Charles Pierre (1709-1779) épousa le 15 décembre 1742 Renée Françoise Olive Doynel de Montécot (ca 1715-1796) au château de Boucéel, dans l'Avranchin. Plus connue sous le nom de comtesse de La Chaux, cette femme est l'auteur des Manuscrits de La Chaux, documents rédigés pour la plupart d'après les innombrables titres du chartrier de Vaugeois : titres d'aveux, de créances et dettes provenant de transferts d'héritages liés en particulier aux nombreux fiefs apportés par mariages dans la famille de son mari. Elle est également l'auteur de Mémoires intimes grâce auxquels nous est connue la vie à Vaugeois au XVIIIesiècle.
Leur fils Charles Claude Olivier de La Chaux Montreuil (1743-1818) fut d'abord, comme son père, page de la Grande écurie du roi, dont il sortit en 1764 lieutenant au régiment Dauphin. Il épousa le 7 janvier 1774 Victoire d'Argouges, fille de Louis François et de Marie Élisabeth d'Autemare d'Ervillé, descendante d'un compagnon de Guillaume le Conquérant, qui lui apporta entre autres biens le château et la terre de Rânes, non loin de Vaugeois.
Les Montreuil portaient : d'argent à trois massacres de cerf de sable.

### Après les Montreuil
Mais la Révolution passe à Vaugeois et la famille l'abandonne pour aller s'installer à Rânes. Charles Claude Olivier décède en 1818, sa veuve en 1822. Vaugeois échoit à leur fille Charlotte Odile Geneviève de Montreuil qui épouse en 1801 le prince Victor Amédée Marie de Broglie (1772-1851). Leur fille Victorine Gabrielle de Broglie (1802-1855) épouse Charles Alphonse de Bergues-Saint-Winock, prince puis duc de Berghes (1791-1864).
Vaugeois sera vendu après sa mort et livré à des fermiers et des marchands de bien avant d'être repris tout à la fin du XIXe siècle par Auguste Brölemann qui agrandira le logis. Sa fille Nelly de Sercey vendra le château en 1958 à Geoffroy Frotier de Bagneux, compagnon de la Libération. Vaugeois est encore dans sa famille aujourd'hui.

## Les émeutes de la Révolution française
Les émeutes qui agitèrent le Passais en juillet 1789 n'épargnèrent pas Vaugeois. Les paysans, précédés de meneurs décidés, allaient de château en château pour faire renoncer — sous la contrainte — les seigneurs à leurs droits féodaux et seigneuriaux. À Vaugeois, ils arrivèrent le 27 juillet vers dix heures du matin, après avoir quitté bredouilles la veille le château de La Coulonche appartenant aussi à Olivier de Montreuil. Au nombre d'environ un millier, armés de fusils, de sabres, de brocs, de faucilles, de bâtons ferrés, ils réclament qu'on leur livre l'intendant (qui s'était enfui) et sous la menace de fusils, après avoir maltraité la comtesse de La Chaux, ils exigent d'Olivier de Montreuil une renonciation en bonne et due forme, devant notaire, à tous ses droits concernant les paroisses dans lesquelles il avait des fiefs. Le gros chartrier est brûlé. Pendant ce temps, les émeutiers vont piller toutes les provisions à la ferme et percent les fûts de cidre. Ils quitteront Vaugeois dans la soirée pour se rendre au château de Couterne chez Monsieur de Frotté pour obtenir les mêmes renonciations. Dans les jours qui suivent, la famille de Montreuil quitte Vaugeois et n'y retournera plus.

## Arbre remarquable

Un chêne multicentenaire à Vaugeois

Un chêne pédonculé situé sur le domaine de Vaugeois a une circonférence mesurée à un mètre cinquante du sol de plus de cinq mètres.

## Sources et bibliographie
- Comtesse de La Chaux, Domfront et Passais, notes communiquées à Le Paige, manuscrit, Médiathèque de Flers, cote MAN 137.
- Alfred Lemaitre, Vaugeois et ses seigneurs, Alençon 1911 et Bulletin de la Société Historique et Archéologique de l'Orne, 1909, p. 217-232, 357-382, 500-509 et 1910 p. 197-211 et 505-522.
- François Rosset, Une dynamique seigneuriale de l'Ancien Régime au dix-neuvième siècle - Le domaine de Vaugeois et ses détenteurs de 1585 à 1818, (mémoire de master 2 en histoire moderne sous la direction du professeur Jean-Marc Moriceau, Université de Caen Basse-Normandie), Archives départementales de l'Orne, cote 500 J 1033.
- Geoffroy Rosset, Itinéraire d'un compagnon de la Libération Geoffroy de Bagneux Duc de Ghadamès, éditions L'Harmattan 2018
- Comtesse de La Chaux Mémoires intimes fragment suivi de Notes sur la Maison de Montreuil extrait Texte établi, préfacé et annoté par François Rosset, éditions L'Harmattan 2019